# Prawo Directora
Prawo Directora stwierdza, że większość rządowych programów publicznych jest zaprojektowana tak, aby skorzystała z nich przede wszystkim klasa średnia, choć finansowane są z podatków płaconych głównie przez wyższe i niższe klasy. Prawo to zostało zaproponowane przez ekonomistę Aarona Directora.
Myślą prawa Directora jest fakt, że mając na uwadze liczbę ludności i jej łączne bogactwo, klasa średnia zawsze będzie dominującą grupą interesu we współczesnej demokracji. Będzie ona również wykorzystywała swoje wpływy do zmaksymalizowania liczby otrzymywanych świadczeń państwowych i jednoczesnego zminimalizowania kosztów własnych.

## Odniesienia
- Stigler, G (1970). Director’s Law of Public Income Redistribution, Uniwersytet Chicago.